# 문수면
문수면(文殊面)은 대한민국 경상북도 영주시에 있는 면이다. 넓이는 41.61km2이고, 인구는 2015년 말 기준으로 2,192명이다.

## 역사
- 조선시대 : 영천군 적포면, 권선면 지역에 속함
- 1914년 3월 1일 : 부령 제111호로 부군면 통폐합에 따라 영천, 풍기, 순흥의 3개 군을 통폐합해 영주군이 됨. 이 때 진혈면과 어화면 일부를 병합해 문수원이 있는 지역이라 하여 문수면을 설치
- 1980년 4월 1일 : 법률 제3188호로 영주읍이 시로 승격됨에 따라 적서리가 영주시로 편입되고 명칭도 영풍군 문수면으로 개칭
- 1983년 2월 15일 : 평은면 수도리가 문수면에 편입됨
- 1995년 1월 1일 : 법률 제4774호로 영주시·영풍군이 통합되어 영주시 문수면으로 개칭
- 2008년 10월 16일 : 문수면 "벌사리"를 "대양리"로 변경

## 행정 구역
| 법정리 | 행정리                    | 비고                             |
| ------ | ------------------------- | -------------------------------- |
| 권선리 | 권선리                    |                                  |
| 대양리 | 대양1리, 대양2리          | 2008년 10월 16일 벌사리에서 개칭 |
| 만방리 | 만방1리, 만방2리          |                                  |
| 수도리 | 수도리                    |                                  |
| 승문리 | 승문1리, 승문2리          |                                  |
| 월호리 | 월호1리, 월호2리, 월호3리 |                                  |
| 적동리 | 적동1리, 적동2리          | 면행정복지센터 소재지            |
| 조제리 | 조제1리, 조제2리          |                                  |
| 탄산리 | 탄산리                    |                                  |